# Pustularia globosus
Pustularia globosus, tên tiếng Anh: globular cowry, là một loài ốc biển, là động vật thân mềm chân bụng sống ở biển trong họ Cypraeidae, họ ốc sứ